# 遥桥峪水库
40°38′16″N 117°23′30″E / 40.6377023°N 117.391759°E
遥桥峪水库是位于北京市密云县遥桥峪村的水库，拦截安达木河上游。
1984年9月竣工。总库容1940万立方米，正常水面面积61.2万平方米，控制安达木河上游流域178.2平方公里。有大坝、溢洪道、徘沙洞、输水洞和电站。大坝最大坝高54.62米，坝顶长262米。年均供水2000万立方米，年均发电100万度。汛限水位465米。
雾灵山在水库东侧。